# Sven Gabriel Oxenstierna
Sven Gabriel Oxenstierna, född 16 januari 1759 i Lillkyrka församling, Uppsala län, död 24 maj 1830 i Stockholm, var en svensk friherre och militär.

## Biografi
Sven Gabriel Oxenstierna föddes 1759 på Eka i Lillkyrka socken. Han var son till underofficeren Erik Gustaf Oxenstierna vid Livgardet och Sara Margareta Lagerstam. Oxenstierna blev 13 oktober 1769 student vid Uppsala universitet och blev 1 juni 1770 volontär vid Livregementet till häst. Han blev 2 oktober 1770 korpral vid Livregementet till häst, 16 december 1774 kvartermästare och 6 juli 1776 adjutant. Oxenstierna blev 1 november 1781 kavaljer hos hertiginnan av Södermanland och 9 augusti 1781 kapten vid Upplands regemente. Han tog avsked 1792 och fick 1813 hovmarskalks titel. Oxenstierna avled 1830 i Stockholm och begravdes i Klara kyrkas gravkor.
Oxenstierna deltog i riksdagen 1792.

### Egendom
Oxenstierna ägde Målhammar i Björksta socken.

### Familj
Oxenstierna gifte sig 11 januari 1785 med Hedvig Charlotta Forsner (1761–1821), dotter till hovkvartermästaren Anders Forsner och Vendela Brita Hessling. De fick tillsammans barnen överceremonimästaren Åke Gustaf Oxenstierna (1786–1828), Vendla Charlotta Oxenstierna (1788–1855) som var gift med översten och generaladjutanten Carl Stellan Mörner, Amelie Sofia Oxenstierna (1790–1861) som var gift med generalmajoren Mauritz Clairfelt och hovmarskalken Axel Gabriel Oxenstierna (1792–1874).